# 맵시 쿼크
맵시 쿼크(charm quark 참 쿼크[*], 기호: c)는 기본 입자인 쿼크 중 세 번째로 무거우며, 쿼크로 이루어진 강입자에서 발견된다. 맵시 쿼크를 지니는 강입자로는 J/ψ 중간자(
J/ψ
), D 중간자 (
D
), 맵시 시그마 중입자 (
Σ
c), 그리고 다른 맵시 입자들이 있다.
기묘 쿼크와 함께 물질 2세대를 이루며, 전하는 +⁠2/3⁠ e이고 정지 질량은 1.29+0.05
−0.11 GeV/c2이다. 다른 쿼크와 마찬가지로, 맵시 쿼크는 스핀이 ⁠1/2⁠인 기본 페르미온이며, 4가지의 기본 상호작용의 영향을 받는다:중력, 전자기력, 약한 상호작용, 강한 상호작용. 맵시 쿼크의 반입자는 맵시 쿼크에서 전하와 같은 일부 특성이 크기는 같고 부호가 반대인 맵시 반쿼크(종종 반 맵시 쿼크라고도 불린다)이다.
네 번째 쿼크의 존재는 1964년 경에 많은 저자들(예를 들면 제임스 비오르켄과 셸던 글래쇼)에 의해 추측되었지만, 대부분은 1970년에 셸던 글래쇼, 이오아니스 일리오풀로스, 그리고 루치아노 마이아니가 제안했다(GIM 메커니즘 참고). 첫 번째로 발견된 맵시 입자(맵시 쿼크를 지니는 입자)는 J/ψ 중간자이다. 이 입자는 버턴 릭터가 이끄는 스탠퍼드 선형 가속기 센터(SLAC)의 연구진과 새뮤얼 차오 충 팅이 이끄는 브룩헤이븐 국립 연구소(BNL)의 연구진이 발견하였다.
1974년 
J/ψ
(과 맵시 쿼크)의 발견은 11월 혁명이라 알려진 일련의 돌파를 이루었다.

## 맵시 쿼크를 지니는 강입자
아래의 강입자들은 맵시 쿼크를 지니고 있다:
- D 중간자는 맵시 쿼크(혹은 그 반입자)와 위 쿼크 또는 아래 쿼크를 지닌다.
- D
s 중간자는 맵시 쿼크와 기묘 쿼크를 지닌다.
- 쿼코늄 상태가 많다: 예를 들면 
J/ψ
가 있다. 이는 맵시 쿼크와 그 반쿼크로 이루어진다.
- 맵시 중입자도 존재하며, 기묘 중입자와 대응되도록 명명되었다. (예: 
Λ+
c)

## 같이 보기
- 쿼크 모형

## 추가 문헌
- R. Nave. “Quarks”. 《HyperPhysics》. Georgia State University, Department of Physics and Astronomy. 2008년 6월 29일에 확인함.
- A. Pickering (1984). 《Constructing Quarks》. University of Chicago Press. 114–125쪽. ISBN 978-0-226-66799-7.